# Das vergessene Tal
Das vergessene Tal (Originaltitel: The Last Valley) ist eine von James Clavell inszenierte Literaturverfilmung aus dem Jahr 1971 nach dem gleichnamigen Roman von J.B. Pick. Die Hauptrollen sind neben Michael Caine und Omar Sharif  mit Florinda Bolkan und Nigel Davenport besetzt.
Ein Film mit ähnlichem Anfang und gleichem Titel ist Das vergessene Tal von 1990, eine Eigenproduktion des Schweizer Fernsehens in Zusammenarbeit mit dem Norddeutschen Rundfunk und dem Österreichischen Rundfunk unter der Regie von Clemens Klopfenstein.

## Handlung
„Der Dreißigjährige Krieg begann 1618. Es begann als religiöser Krieg – Katholiken gegen Protestanten. Aber in ihrem unerbittlichen Streben nach Macht wechselten die Fürsten beider Religionen die Seiten, wie es ihnen gerade passte – und im Namen der Religion begann in Europa ein Gemetzel ohnegleichen“: Vogel, ein Lehrer auf Wanderschaft, gerät durch einen Sturz über einen Hang durch Zufall in ein von der Außenwelt abgeschnittenes Dorf, das von dem bereits jahrelang schwelenden blutigen Konflikt noch unberührt ist. In weiterer Folge findet jedoch auch ein Trupp marodierender Söldner den Weg zu der abgeschiedenen kleinen Ortschaft. Vogel kann ihren Anführer, den Hauptmann, davon überzeugen, das Dorf nicht zu plündern. Stattdessen plant man, im Dorf zu überwintern und das Tal und die Dorfbewohner vor anderen Eindringlingen zu schützen. Um Ordnung und Disziplin zu wahren, lässt der Hauptmann jegliche Verstöße gegen seine Regeln streng ahnden. Vogel sichert sein eigenes Überleben, indem er als Vermittler zwischen den Soldaten und den Bewohnern auftritt. Der Söldner Hansen wird bei dem Versuch, die Bauerntochter Inge zu vergewaltigen, von Vogel aufgehalten. Unzufrieden mit der Situation und von Rache getrieben sowie nach einem Mordanschlag mit ein paar Komplizen auf den Hauptmann flieht Hansen aus dem Dorf, um nur wenig später mit einem Trupp Söldner zurückzukehren. Er ist fest entschlossen, die Herrschaft über das Dorf an sich zu reißen. Der Angriff scheitert jedoch am erbitterten Widerstand der Dorfbewohner und der restlichen Söldner, die unter dem Kommando des Hauptmanns stehen.
Im Frühjahr verlässt der Trupp das Dorf wieder, um zur Unterstützung der protestantischen Truppen unter Bernhard von Sachsen-Weimar erneut in den Krieg zu ziehen (Schlacht bei Rheinfelden). Dies nachdem sie die aktuelle Kriegssituation von einem fahrenden Händler erfahren haben. Der Hauptmann übergibt Vogel das Kommando über ein paar Söldner, bis zu dem Zeitpunkt, an dem er zurückkehrt. Die meisten der Söldner, die in die Schlacht ziehen, sterben bei den folgenden Gefechten.
Vogel verlässt das Tal und trifft am Bergwald vor dem Dorf auf einen Hinterhalt, den Gruber für den zurückkehrenden Hauptmann vorbereitet hat. Obwohl Vogel Inge deutlich gemacht hat, dass er nicht mit ihr zusammenleben will, ist sie ihm gefolgt. Der Hauptmann ist bei seiner Rückkehr bereits schwer verletzt und dem Sterben nahe, als er fast allein (bis auf einen Mann sind alle seine Soldaten gefallen) im Hinterhalt eintrifft und dort erschöpft zusammenbricht. Er findet jedoch noch den Weg zurück ins Dorf, wo er seinen Verletzungen letztendlich erliegt. Vogel sorgt dafür, dass er nicht mehr erfahren muss, dass man Erica, mit der er während seiner Zeit im Dorf zusammen war, bei der Ketzerei und Satansanbetung erwischt hat, schwer gefoltert und dann auf dem Scheiterhaufen verbrannt hat. Bevor der Hauptmann seine Augen für immer schließt, versichert er Vogel dankbar, dass er das Dorf nicht verschont hätte, wenn er nicht dagewesen und ihn daran gehindert hätte. Vogel macht Inge klar, dass sie zu Andreas (der sie bereits im Herbst zuvor heiraten wollte) gehört. Inge kehrt daraufhin mit dem ebenfalls im Hinterhalt eingetroffenen Andreas zurück in ihr Heimatdorf. Vogel setzt seinen Weg allein fort und kehrt in das von Krieg und der Pest geschundene Land jenseits der Berge zurück.

## Produktion

### Produktionsnotizen
Der Film ist die letzte auf 65-mm-Film gedrehte Todd-AO-Produktion. Produziert wurde der Film von ABC Pictures, Seamaster Films und Season im Verleih von 20th Century Fox. Die Dreharbeiten im Jahr 1969 dauerten vierzehn Wochen und fanden überwiegend im Tiroler Dorf Trins und in Surrey in England statt. Zur Vorbereitung auf seine Rolle als Hauptmann lernte Michael Caine verschiedene deutsche Dialekte.

### Veröffentlichung
Der Film hatte am 28. Januar 1971 Premiere in den USA, am 3. Februar 1971 wurde er in San Francisco vorgestellt.
Der Tag der Erstaufführung in der Bundesrepublik Deutschland war der 12. März 1971. Ebenfalls 1971 wurde der Film veröffentlicht in Frankreich, im Vereinigten Königreich (London), in Finnland, Japan, Australien (Sydney), Norwegen und Irland. 1972 startete er in Dänemark und in der Türkei, in Ungarn war er 1973 zu sehen. In Spanien hatte er im September 1976 Fernsehpremiere, in Griechenland wurde er im Oktober 2003 auf dem Panorama of European Cinema Festival vorgestellt und in Norwegen im August 2004 auf dem 70mm Film Festival. Veröffentlicht wurde er zudem in Bulgarien, Brasilien, Kanada, Italien, Peru, Polen, Portugal, Rumänien und in der Sowjetunion. Er läuft auch unter dem internationalen Titel Last Valley und wurde in den USA auf DVD unter dem Titel James Clavell’s The Last Valley veröffentlicht.

## Synchronisation
In der deutschsprachigen Fassung sprechen Lothar Blumhagen für Caine, Michael Chevalier für Sharif, Eva Katharina Schultz für Bolkan, Martin Hirthe für Davenport, Jürgen Thormann für Oscarsson, Ernst Wilhelm Borchert für O’Connell, Ulrich Gressieker für Roberts, Arnold Marquis für Hogg, Christian Brückner für Gothard und Friedrich W. Bauschulte für Sheybal.

### Filmfehler
In einer Szene erzählt der Hauptmann, dass er vor 12 Jahren seine Geduld verloren habe, und in einer späteren Szene sagt er, dass er die Schlacht um Magdeburg (1631), dieses Gemetzel, gerne vergessen würde. Darauf antwortet Vogel, dass seine Familie dort gelebt habe und der Hauptmann erwidert, dass sie daher nun schon 12 Jahre tot seien. Also würde man sich im Jahre 1643 befinden, später schließt sich der Hauptmann wieder dem Heer von Bernhard von Sachsen-Weimar bei der Schlacht um Rheinfelden an, die aber 1638 stattgefunden hat, also früher.
Als Hansen und seine Bande das Dorf angreifen, reitet ein Melder mit dieser Nachricht zum Hauptmann. In der deutschsprachigen Version gibt er dabei die Zahl der Feinde mit „100 bis 130“ an. Im englischen Original heißt es jedoch: „Andreas says 32“. Diese viel niedrigere Zahl entspricht nicht nur dem gezeigten Trupp, sondern auch der früheren Vorhersage des Hauptmanns.

## Kritik
Das Lexikon des internationalen Films konnte dem Film nichts abgewinnen und schrieb: „Mischung aus Horror-, Kitsch-, Heimat- und Kostümfilm; ein überlanges, aufwendiges, auch in den schauspielerischen Leistungen enttäuschendes Hollywoodspektakel.“
Die Kritik in der Variety war zwiegespalten und las sich wie folgt: Ansprechend und im Ausland für ca. $ 6 Millionen gedreht, mit Michael Caine und Omar Sharif in überzeugenden Darbietungen. Dennoch ist James Clavells Endprodukt eine zu schwerfällige cineastische Oper in einer Boulevardversion, zu wortgetreu im historischen Detail, um geschickt die beabsichtigten Allegorien zu suggerieren und, paradoxerweise, zu sinnbildlich, um die tatsächlichen Realitäten des Dreißigjährigen Krieges zu verdeutlichen.
Vincent Canby befasste sich in der New York Times mit dem Film und stellte fest: Das vergessene Tal ist eine Art von historischem Film, ein Typ eines Abenteuerfilms, eine Form des Monumentalfilms, und er hat etwas von einer Parabel. Das Ergebnis ist ein bisschen langweiliger als unbedingt notwendig, wenn man die Möglichkeiten bedenkt.